# 慈利站
慈利站，位于中华人民共和国湖南省张家界市慈利县零阳镇，是焦柳铁路上的火车站，建于1978年，由广州铁路集团管辖。

## 車站周邊
- 中国建设银行慈利火车站支行
- 中国邮政储蓄银行慈利火车站支行
- 中国农业银行慈利支行火车站分理处
- 慈利县中医院
- 慈利栀子花主题酒店
- 慈利县规划管理局
- 中国银行零阳中路支行
- 中国移动零阳中路合作营业厅
- 慈利县移民开发局
- 零阳镇人民政府
- 张家界7度连锁酒店
- 慈利光明大酒店
- 慈利雅乐酒店
- 慈利紫荆花商务酒店

## 歷史
- 建于1978年。

## 外部連結
- 中国铁路客户服务中心 （页面存档备份，存于）